# Zalana
Zalana [dzalana] est une commune française située dans la circonscription départementale de la Haute-Corse et le territoire de la collectivité de Corse. Elle appartient à l'ancienne piève de Serra.

## Géographie
Zalana se trouve en Corse au cœur de la piève de Serra, située au sud de la Castagniccia, dans le canton de Moïta-Verde. Le village se situe sur la côte orientale de l'île à 15 km (à vol d'oiseau) de la mer et à 25 km d'Aléria et de la première plage par la route. Il est accroché à flanc de montagne à une altitude de 675 m et bénéficie d'une vue imprenable sur la mer. La route desservant le village, est en « cul-de-sac ».
Ses six hameaux s'échelonnent entre 600 et 700 mètres et sont nichés dans une forêt de châtaigniers dont certains ont plusieurs siècles. Les quartiers de Zalana sont :
- L'Aghjale ;
- U Pianellu ;
- A Costarella ;
- A Belfasca (où se situe l'église paroissiale de l'Annunziata) ;
- U Vignale ;
- Santa Maria (où se situe la chapelle Sainte-Marie).

## Urbanisme

### Typologie
Au 1er janvier 2024, Zalana est catégorisée commune rurale à habitat dispersé, selon la nouvelle grille communale de densité à sept niveaux définie par l'Insee en 2022.
Elle est située hors unité urbaine et hors attraction des villes,.

### Occupation des sols
L'occupation des sols de la commune, telle qu'elle ressort de la base de données européenne d’occupation biophysique des sols Corine Land Cover (CLC), est marquée par l'importance des forêts et milieux semi-naturels (100 % en 2018), une proportion identique à celle de 1990 (100 %). La répartition détaillée en 2018 est la suivante : 
forêts (68,9 %), milieux à végétation arbustive et/ou herbacée (31,1 %). L'évolution de l’occupation des sols de la commune et de ses infrastructures peut être observée sur les différentes représentations cartographiques du territoire : la carte de Cassini (XVIIIe siècle), la carte d'état-major (1820-1866) et les cartes ou photos aériennes de l'IGN pour la période actuelle (1950 à aujourd'hui).

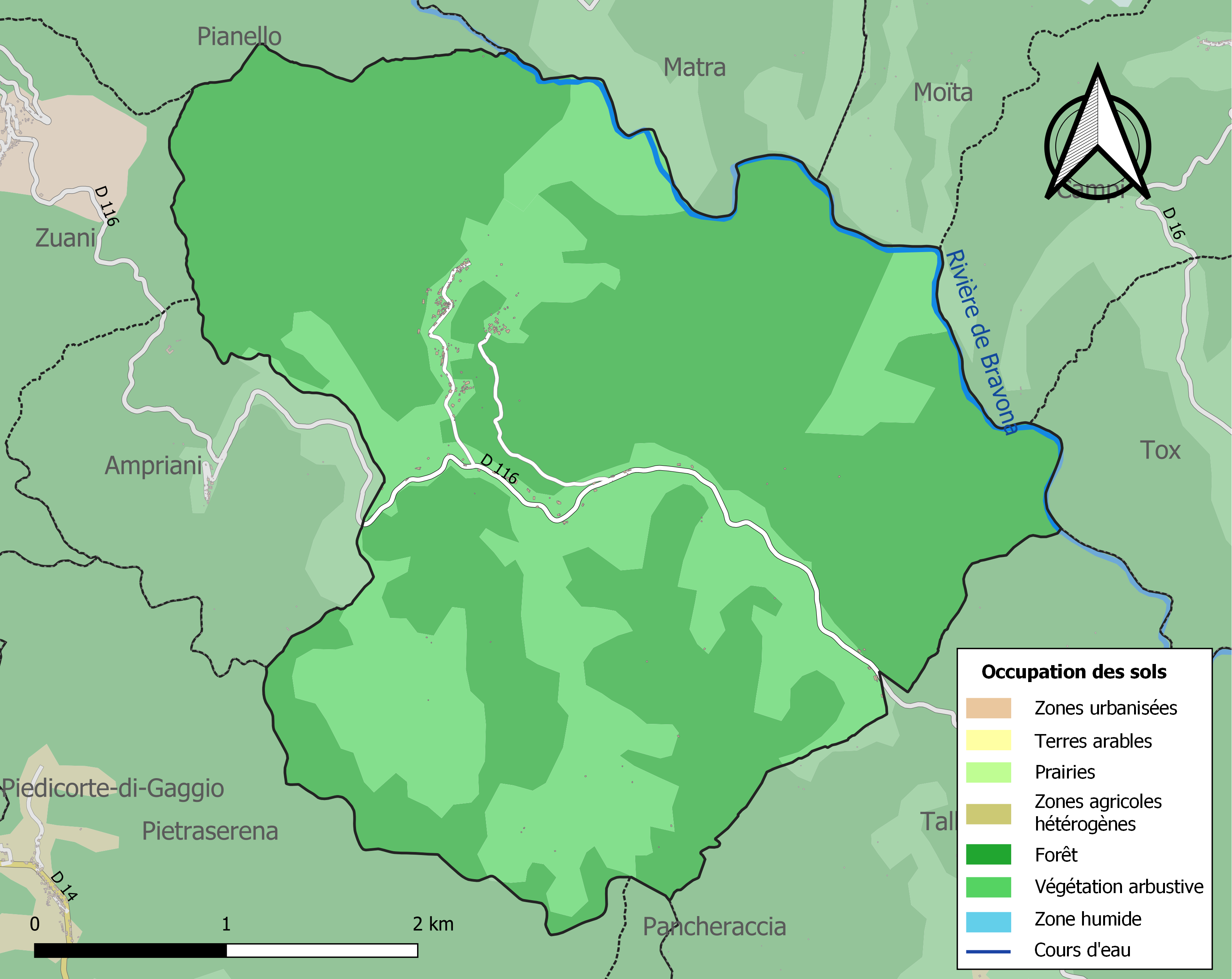
Carte des infrastructures et de l'occupation des sols de la commune en 2018 (CLC).

## Histoire
L'histoire de Zalana est étroitement liée à l'histoire de la Corse et plus particulièrement à celle de la Castagniccia.

## Politique et administration

### Liste des maires
| Période | Période  | Identité          | Étiquette | Qualité         |
| ------- | -------- | ----------------- | --------- | --------------- |
| 1808    | 1812     | Emmanuelli        |           |                 |
| 1878    | 1880     | Emmanuelli        |           |                 |
| 2001    | 2020     | Laurent Marchetti | UMP-LR    | Cadre supérieur |
| 2020    | En cours | Clément Baggioni  |           |                 |

### Tendances politiques et résultats
Le résultat de l'élection présidentielle de 2012 dans cette commune est le suivant :
| Candidat       | Candidat                    | Premier tour | Premier tour | Second tour | Second tour |
| Candidat       | Candidat                    | Voix         | %            | Voix        | %           |
| -------------- | --------------------------- | ------------ | ------------ | ----------- | ----------- |
|                | Eva Joly (EÉLV)             | 3            | 2,11         |             |             |
|                | Marine Le Pen (FN)          | 25           | 17,61        |             |             |
|                | Nicolas Sarkozy (UMP)       | 55           | 38,73        | 73          | 50,69       |
|                | Jean-Luc Mélenchon (FG)     | 10           | 7,04         |             |             |
|                | Philippe Poutou (NPA)       | 1            | 0,70         |             |             |
|                | Nathalie Arthaud (LO)       | 0            | 0,00         |             |             |
|                | Jacques Cheminade (SP)      | 0            | 0,00         |             |             |
|                | François Bayrou (MoDem)     | 5            | 3,52         |             |             |
|                | Nicolas Dupont-Aignan (DLR) | 1            | 0,70         |             |             |
|                | François Hollande (PS)      | 42           | 29,58        | 71          | 49,31       |
|                |                             |              |              |             |             |
| Inscrits       | Inscrits                    | 200          | 100,00       | 200         | 100,00      |
| Abstentions    | Abstentions                 | 52           | 26,00        | 49          | 24,50       |
| Votants        | Votants                     | 148          | 74,00        | 151         | 75,50       |
| Blancs et nuls | Blancs et nuls              | 6            | 4,05         | 7           | 4,64        |
| Exprimés       | Exprimés                    | 142          | 95,95        | 144         | 95,36       |

Le résultat de l'élection présidentielle de 2017 dans cette commune est le suivant :
| Candidat    | Candidat                    | Premier tour | Premier tour | Deuxième tour | Deuxième tour |  |
| Candidat    | Candidat                    | %            | Voix         | %             | Voix          |  |
| ----------- | --------------------------- | ------------ | ------------ | ------------- | ------------- |  |
|             | Nicolas Dupont-Aignan (DLF) | 0,79         | 1            |               |               |  |
|             | Marine Le Pen (FN)          | 23,81        | 30           | 40,22         | 37            |  |
|             | Emmanuel Macron (EM)        | 17,46        | 22           | 59,78         | 55            |  |
|             | Benoît Hamon (PS)           | 5,56         | 7            |               |               |  |
|             | Nathalie Arthaud (LO)       | 0,00         | 0            |               |               |  |
|             | Philippe Poutou (NPA)       | 0,79         | 1            |               |               |  |
|             | Jacques Cheminade (SP)      | 0,00         | 0            |               |               |  |
|             | Jean Lassalle (RES)         | 5,56         | 7            |               |               |  |
|             | Jean-Luc Mélenchon (LFI)    | 10,32        | 13           |               |               |  |
|             | François Asselineau (UPR)   | 0,00         | 0            |               |               |  |
|             | François Fillon (LR)        | 35,71        | 45           |               |               |  |
|             |                             |              |              |               |               |  |
| Inscrits    | Inscrits                    | 198          | 100,00       | 198           | 100,00        |  |
| Abstentions | Abstentions                 | 70           | 35,35        | 80            | 40,40         |  |
| Votants     | Votants                     | 128          | 64,65        | 118           | 59,60         |  |
| Blancs      | Blancs                      | 2            | 1,56         | 21            | 17,80         |  |
| Nuls        | Nuls                        | 0            | 0,00         | 5             | 4,24          |  |
| Exprimés    | Exprimés                    | 126          | 98,44        | 92            | 77,97         |  |

## Démographie
L'évolution du nombre d'habitants est connue à travers les recensements de la population effectués dans la commune depuis 1800. Pour les communes de moins de 10 000 habitants, une enquête de recensement portant sur toute la population est réalisée tous les cinq ans, les populations de référence des années intermédiaires étant quant à elles estimées par interpolation ou extrapolation. Pour la commune, le premier recensement exhaustif entrant dans le cadre du nouveau dispositif a été réalisé en 2005.

En 2022, la commune comptait 151 habitants, en évolution de +7,09 % par rapport à 2016 (Haute-Corse : +5,15 %, France hors Mayotte : +2,11 %).
| 1800 | 1806 | 1821 | 1831 | 1836 | 1841 | 1846 | 1851 | 1856 |
| ---- | ---- | ---- | ---- | ---- | ---- | ---- | ---- | ---- |
| 494  | 537  | 491  | 605  | 607  | 635  | 644  | 658  | 747  |

| 1861 | 1866 | 1872 | 1876 | 1881 | 1886 | 1891 | 1896  | 1901  |
| ---- | ---- | ---- | ---- | ---- | ---- | ---- | ----- | ----- |
| 718  | 701  | 720  | 695  | 659  | 732  | 647  | 1 039 | 1 050 |

| 1906 | 1911 | 1921 | 1926 | 1931 | 1936 | 1946 | 1954 | 1962 |
| ---- | ---- | ---- | ---- | ---- | ---- | ---- | ---- | ---- |
| 977  | 824  | 803  | 832  | 744  | 864  | 857  | 362  | 276  |

| 1968 | 1975 | 1982 | 1990 | 1999 | 2005 | 2006 | 2010 | 2015 |
| ---- | ---- | ---- | ---- | ---- | ---- | ---- | ---- | ---- |
| 243  | 210  | 164  | 172  | 128  | 149  | 149  | 154  | 141  |

| 2020 | 2022 | - | - | - | - | - | - | - |
| ---- | ---- | - | - | - | - | - | - | - |
| 146  | 151  | - | - | - | - | - | - | - |

## Lieux et monuments
- L'église paroissiale de l'Annunziata, à Belfasca, dont le clocher fut démoli en 1927 pour risque d'effondrement. N'en subsista qu'un seul étage, si bien que les cloches se trouvaient à côté de la porte d'entrée de l'église jusqu'à il y a peu. Depuis, un collectif a permis de restaurer en partie l'église et notamment de restituer au clocher ses cloches, et espère désormais redonner au clocher son allure d'avant 1927.
- La chapelle de Sainte-Marie, sur la route de Tallone.
- De nombreuses fontaines, dont deux avec lavoirs.
- Le pont génois de l'Alizu, qui enjambe la rivière de Bravona, sur le chemin entre Zalana et Matra (30 min de marche à l'aller et 45 au retour).

## Personnalités liées à la commune
- Ludovic Giuly (originaire de Zalana, où il a de nombreux parents).
- Xavier Emmanuelli (dont le père, docteur lui-même, était originaire de Zalana).
- Lucie Victoire Hélène Soler (épouse de Josep Sebastiá Pons)